# Love Anthem
Love Anthem è il secondo EP del cantante italiano Venerus, pubblicato il 10 maggio 2019 dalla Asian Fake e dalla Sony Music.
Inizialmente EP era composto di solo due tracce, ma ne venne ripubblicata una nuova edizione a giugno con l'aggiunta di altre due canzoni.

## Tracce
1. Love Anthem No. 1 – 3:57
2. Al buio un po' mi perdo – 2:39
3. Fulmini/Il fu Venerus – 4:41
4. Forse ancora dorme – 4:21